# Infoshop
Infoshop – miejsce, w którym ludzie mogą uzyskać dostęp do informacji na temat anarchizmu. 
Często są to projekty samodzielne lub mogą stanowić część większej radykalnej księgarni, archiwum, autonomicznego ośrodka społecznego lub domu kultury. Zazwyczaj infoshopy oferują ulotki, plakaty, ziny, broszury i książki na sprzedaż lub darowiznę. Często dostępne są również inne przedmioty, takie jak plakietki, lokalnie produkowane dzieła sztuki i koszulki. Infoshopy mogą również posiadać zaplecze do drukowania i kopiowania dla ludzi, którzy tworzą własną literaturę lub organizować przestrzeń do spotkań.
Infoshopy można znaleźć w wielu miastach Ameryki Północnej i Europy Zachodniej, a także w innych miejscach na całym świecie, takich jak Australia, Izrael i Nowa Zelandia. Są to samodzielnie zarządzane przestrzenie prowadzone przez wolontariuszy, które różnią się wielkością i funkcją, w zależności od lokalnego znaczenia.

## Przestrzeń aktywistyczna

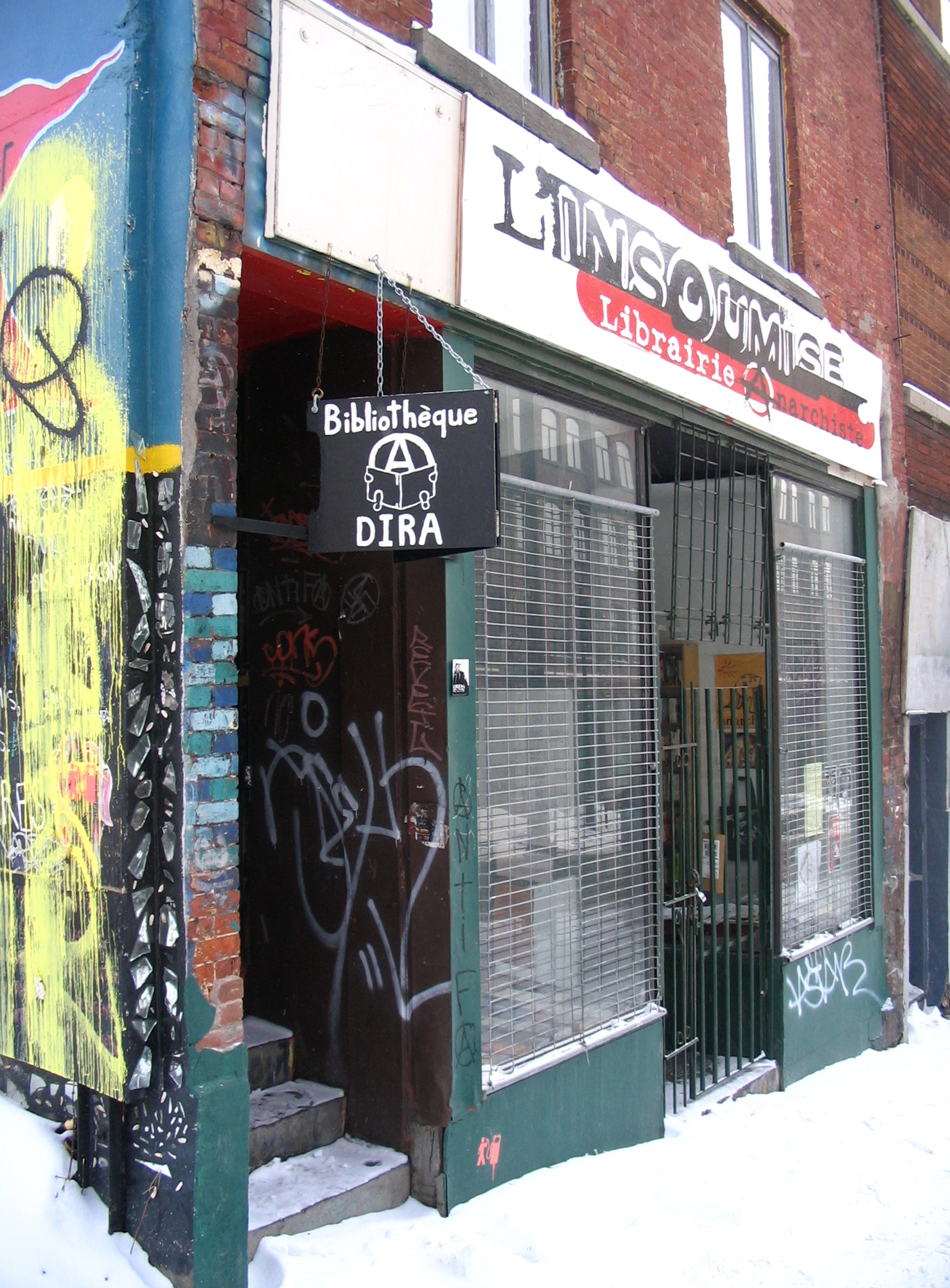
Front infoshopu Insoumise mieszczącego się w Montrealu

Infoshop to fizyczna przestrzeń, w której ludzie mogą uzyskać dostęp do radykalnych idei dzięki ulotkom, plakatom, zinom, broszurom i książkom. Stanowi on również przestrzeń do spotkań z innymi ludźmi, a w niektórych przypadkach do organizowania wydarzeń, takich jak spotkania czy benefity. Niektóre infoshopy posiadają komputery, kopiarki i drukarki, dzięki którym można tworzyć ulotki, informatory, artykuły, czasopisma i gazety, a następnie rozprowadzać je.
Uczony Chris Atton opisuje infoshop jako „forum alternatywnej działalności kulturalnej, gospodarczej, politycznej i społecznej”. Na przykład, na ulotce, autonomiczne centrum Edynburga (ACE) zadeklarowało, że udostępni lokalnie produkowane wyroby, płyty, koszulki, przypinki, książki, ziny i informacje. W momencie otwarcia w następnym roku, ACE dostarczyło ulotki, ulotki, biuletyny i czasopisma na temat kwestii takich jak antywiwisekcjonizm, antymonarchizm, antyłowiectwo czy doradztwo w zakresie zasiłków dla bezrobotnych.
Podobnie jak ośrodki społeczne, infoshopy różnią się wielkością i funkcją w zależności od znaczenia lokalnego. Wielu współczesnych anarchistów po raz pierwszy styka się z radykalną polityką za pośrednictwem infoshopów. Są one zazwyczaj prowadzone na zasadzie dobrowolności przez niehierarchiczny kolektyw. Przestrzenie te są niedochodowe i samozarządzane.

### Dawniej
W Wielkiej Brytanii wczesnymi przykładami infoshopów były radykalne prasy, takie jak drukarnia Gilesa Calverta (XVII w.) i kawiarnia Johna Doherty’ego (ok. 1830). Współcześnie infoshopy są kojarzone z zesquatowanymi anarchistycznymi centrami społecznymi, takimi jak 121 Centre w Brixton w Londynie i Free Information Network (FIN). Pisząc w „Maximumrocknroll” w latach 90. Chuck Munson umieścił północnoamerykańskie infoshopy w szeregu centrów społecznych pokoju i sprawiedliwości oraz uznał wpływ europejskich centrów społecznych. Munson stwierdził również, że w Niemczech istnieje ponad 60 infoshopów (infoladen) związanych z ruchami anarchistycznymi, autonomicznymi, skłoterskimi i punkowymi.

### Na świecie
Samodzielnie zarządzane centra społeczne we Włoszech, takie jak Forte Prenestino w Rzymie, często zawierają infoshopy.
Centra społeczne w Wielkiej Brytanii często posiadają infoshopy, takie jak na przykład Cowley Club w Brighton i 1 in 12 Club w Bradford. W Londynie znajduje się również Infoshop 56a. W połowie pierwszego dziesięciolecia XXI w. w Leeds, Manchesterze, Norwich i Nottingham istniały również infoshopy.
W latach 90. w Ameryce Północnej istniały następujące infoshopy:
- 223 Center (Portland);
- 404 Willis (Detroit);
- A-Space (Filadelfia);
- Arise! Bookstore & Resource Center (Minneapolis);
- Autonomous Zone (Chicago);
- Beehive Infoshop (Waszyngton);
- Blackout Books (Nowy Jork);
- Crescent Wrench Infoshop (Nowy Orlean);
- Croatan (Baltimore);
- Emma Center (Minneapolis);
- Epicenter (San Francisco);
- Long Haul (Berkeley);
- Mayday Books (Minneapolis);
- Who’s Emma (Toronto);
- Wooden Shoe Books (Filadelfia)[7][9].

Współcześnie działają m.in. takie infoshopy jak:
- Lucy Parsons Center (Cambridge);
- Jura Books (Sydney);
- Salon Mazal (Tel Awiw);
- Freedom Shop (Wellington);
- Camas Bookstore and Infoshop (Victoria);
- Insoumise (Montreal);
- Centre international de recherches sur l’anarchisme (Lozanna);
- Firestorm Books & Coffee (Asheville);
- Red Emma’s Bookstore Coffeehouse (Baltimore).

Podobną do infoshopów koncepcją są archiwa anarchistyczne, bunkos w Japonii i biblioteki społeczne.